# Nilgiri Nord
Der Nilgiri Nord (engl. Nilgiri North) ist ein Berg im Himalaya in Nepal.
Der Nilgiri Nord besitzt eine Höhe von 7061 m und befindet sich im Westen des Gebirgsmassivs Annapurna Himal. Er bildet die höchste und nördlichste Erhebung einer Berggruppe, dem Nilgiri Himal. Der Ort Jomsom liegt 10 km nördlich des Nilgiri Nord in der Kali-Gandaki-Schlucht. Ein Bergkamm führt nach Osten zum 6,68 km entfernten Tilicho (7134 m). Südlich des Nilgiri Nord erhebt sich der Mittelgipfel des Nilgiri Himal (Nilgiri Central) mit einer Höhe von 6940 m sowie weiter südlich der Nilgiri Süd (6839 m).

## Besteigungsgeschichte
Der Nilgiri Nord wurde im Rahmen einer niederländischen Expedition im Jahr 1962 erstbestiegen. Der Franzose Lionel Terray, die drei van Lookeren Campagne-Brüder sowie der Sirdar Wongdhi erreichten den Gipfel am 19. Oktober 1962. Die Aufstiegsroute führte über die Nordwand und den Westgrat zum Gipfel.